# Stamatía Bontozi
Stamatía Bontozi –en griego, Σταματία Μποντόζη– (1971) es una deportista griega que compitió en halterofilia. Ganó una medalla de plata en el Campeonato Europeo de Halterofilia de 1997, en la categoría de +83 kg.

## Palmarés internacional
| Campeonato Europeo | Campeonato Europeo | Campeonato Europeo | Campeonato Europeo |
| Año                | Lugar              | Medalla            | Categoría          |
| ------------------ | ------------------ | ------------------ | ------------------ |
| 1997               | Sevilla (España)   | Medalla de plata   | +83 kg             |